# 迷人臀點脂鯉
迷人臀點脂鯉又名胭脂食人魚，為臀點脂鯉屬的其中一個種。分布於南美洲聖弗朗西斯科河流域，體長可達34公分，棲息在底中層水域，生活習性不明，利牙會造成嚴重的創傷，可作為觀賞魚、游釣魚及食用魚。

## 扩展阅读
維基物種上的相關：迷人臀點脂鯉